# Leon Lučev
Leon Lučev (Šibenik, 1970.) hrvatski je kazališni, televizijski i filmski glumac.

## Filmografija

### Televizijske uloge
- "Der Kroatien-Krimi" kao Pravdan Knežević (2016.)
- "Prvaci sveta" kao Dane Štukalo (2016.)
- "Na terapiji" kao Jakov (2013.)
- "Stipe u gostima" kao Šime (2010.)
- "Operacija Kajman" kao Pero (2007.)
- "Kazalište u kući" kao Zvonimir "Zvone" Gaćina (2006. – 2007.)
- "Bumerang" kao Lujo Franić (2005.)
- "Kad zvoni?" kao profesor tjelesnog (2005.)
- "Novo doba" kao Joško (2002.)
- "Obiteljska stvar" kao Denis (1998.)

### Filmske uloge
- "Bićemo prvaci sveta" kao Štukalo (2015.)
- "Cure" kao Lindin otac (2012.)
- "Krugovi" (2012.)
- "Djeca jeseni" kao Marko Čović (2012.)
- "Rondabout" kao Mirko (2012.)
- "Ljudožder vegetarijanac" kao Ilija Žuvela (2012.)[1]
- "Praktični vodič kroz Beograd sa pjevanjem i plakanjem" kao Mato (2011.)
- "Soba 304" kao gost (2011.)
- "Circus Fantasticus" (2010.)
- "Two Sunny Days" kao Stipe (2010.)
- "Na putu" kao Amar (2010.)
- "Nevrijeme" kao Milorad Alić (2009.)
- "Vidimo se u Sarajevu" (2008.)
- "Iza stakla" kao Nikola Jeren (2008.)
- "Nije kraj" kao Martinov kolega (2008.)
- "Buick Riviera" kao Vuko (2008.)
- "Pravo čudo" kao Jurić (2007.)
- "Rupa" kao Stjepan (2006.)
- "Put lubenica" kao Šeki (2006.)
- "Ne pitaj kako!" kao Draka (2006.)
- "Grbavica" kao Pelda (2006.)
- "Volim te" kao Mario (2005.)
- "Što je muškarac bez brkova?" kao Don Stipan/Ivica (2005.)
- "Pod vedrim nebom" kao diler (2005.)
- "Seks, piće i krvoproliće" (2004.)
- "Družba Isusova" kao vojnik (2004.)
- "Infekcija" kao Ivan Gajski (2003.)
- "Svjedoci" kao Krešo (2003.)
- "Ante se vraća kući" kao mlađi pilar (2001.)
- "Sami" (2001.)
- "Nebo, sateliti" kao Johnny (2000.)
- "Novogodišnja pljačka" (1997.)
- "Božić u Beču" kao vojni policajac #1 (1997.)
- "Kap" (1997.)
- "Rusko meso" (1997.)
- "Kako je počeo rat na mom otoku" kao Zoran Gajski (1996.)

### Sinkronizacija
- "Auti, 2, 3" kao Munjeviti Jurić (2006., 2011., 2017.)
- "Potraga za Nemom" kao Nikša (2003.)
- "Lijeni grad"

## Vanjske poveznice
- Leon Lučev u internetskoj bazi filmova IMDb-u (engl.)